# Kubanska rukometna reprezentacija
Kubanska rukometna reprezentacija predstavlja državu Kubu u športu rukometu.
Krovna organizacija:

## Nastupi napanameričkim prvenstvima
- prvaci: 1979., 1981., 1983., 1985., 1989., 1994., 1996., 1998.
- doprvaci: 2000.
- treći: 2008.

## Nastupi naPanameričkim igrama
- prvaci:
- doprvaci:
- treći:

## Nastupi naOI
- prvaci:
- doprvaci:
- treći:

## Nastupi naSP
- prvaci:
- doprvaci:
- treći: